# Premi Internacional Bòtev
El Premi Internacional Bòtev (búlgar: Международна ботевска награда) és un premi búlgar de renom per a figures reeixides en la literatura que es va establir el 1972 en honor de Khristo Bòtev. S'atorga cada cinc anys en diferents categories, llevat del període entre el 1986 i el 1996.

## Llista de guanyadors

### 1976
- Aleksei Surkov
- Nicolás Guillén[2]
- Pierre Seghers
- László Nagy

### 1981
- Rafael Alberti[3]
- Ahmad al-Ahmad
- Miroslav Krleža[4]
- Rassul Gamzàtov

### 1986
- Günter Wallraff
- Nil Hilevich
- Mario Benedetti
- Dmytro Pavlychko

### 1996
- Nadine Gordimer
- Valeri Petrov

### 2001
- Branko Cvetkoski
- Nikola Indzhov

### 2006
- Ievgueni Ievtuixenko

### 2008
- Aleksandr Soljenitsin (guardó excepcional commemoratiu per la seva mort)[5]